# Irina Sokolovskaja
Irina Borisovna Sokolovskaja (ryska: Ирина Борисовна Соколовская), född den 3 januari 1983 i Vologda i Sovjetunionen (nu Ryssland), är en rysk basketspelare som var med och tog OS-brons 2008 i Peking. 2004 var andra gången i rad som Ryssland tog en bronsmedaljen i damklassenen vid de olympiska baskettävlingarna.

## Klubbhistorik
- 2000–2003 Tjevakata Vologda
- 2003–2004 Dynamo Moskva
- 2004–2007 Tjevakata Vologda
- 2007–2008 CSKA Moskva
- 2009–2010 Tjevakata Vologda
- 2010–2011 Spartak Moskva
- 201100000 Tjevakata Vologda
- 2011–0000 Dynamo Moskva